# Presidente Castro Pinto International Airport
Presidente Castro Pinto International Airport är en flygplats i Brasilien.   Den ligger i kommunen Bayeux och delstaten Paraíba, i den östra delen av landet, 1 700 km nordost om huvudstaden Brasília. Flygplatsen ligger 65 meter över havet.
Terrängen runt Presidente Castro Pinto International Airport är huvudsakligen platt. Flygplatsen ligger uppe på en höjd. Runt flygplatsen är det mycket tätbefolkat, med 2 521 invånare per kvadratkilometer.. Närmaste större samhälle är João Pessoa, 10,3 km öster om flygplatsen.
Runt flygplatsen är det i huvudsak tätbebyggt.